# 熱帶亞熱帶草地、稀樹草原和疏灌叢

熱帶亞熱帶草地、稀樹草原和疏灌叢分布地區

熱帶亞熱帶草地、稀樹草原和疏灌叢（Tropical and subtropical grasslands, savannas, and shrublands）為世界自然基金會所訂定的陸地生物群系，分布於熱帶至亞熱帶緯度的半濕潤至半乾旱氣候地區，主要植被為草與灌木。

## 描述
熱帶亞熱帶草地、稀樹草原和疏灌叢的分布地區氣候主要分為濕熱的雨季、以及較為乾冷的旱季，在北半球，雨季一般從五月開始，直到九月，平均降水量約為每年90—150（35—59英寸），為季節性降雨，整年的降雨可能僅集中於一年中的數週而已，不足以維持大量樹木生長。當緯度越高時，降水量也會減少，乾旱也越常見。
草原以草本植物為主、稀樹草原則為有少量樹分布的草原、疏灌叢則以草本或木本的灌木為主。
全球絕大部分的稀樹草原分布於非洲，位於林地與草原之間。主要的植被包括金合歡、猢猻木、草與低矮灌木。旱季時，金合歡會落葉以減少水分蒸散，而猢猻木則會將水分儲存於樹幹。
大型哺乳動物多半棲息於非洲的稀樹草原，其中數量與物種數最豐富的地區為東非的金合歡稀樹草原與夾雜稀疏可樂豆木林地的贊比亞稀樹草原。熱帶稀樹草原的食草動物，例如牛羚與斑馬，會有季節性大規模的遷徙。然而因為棲息地破壞與狩獵的影響，這些物種的數量正在下降，現在僅有在東非與贊比亞地區有機會看到大遷徙。幾內亞與薩赫勒大部分的稀樹草原均已消失，不過於蘇德沼澤仍然可見到烏干達赤羚大量遷徙的行為。

## 分布地區
除了南極洲之外，世界各大洲均有熱帶亞熱帶草地、稀樹草原和疏灌叢分布，主要分布於非洲、南亞、南美洲北部、澳洲、及美國南部。